# 递铺街道
递铺街道是中华人民共和国浙江省湖州市安吉县下辖的一个街道办事处。
2014年1月13日，浙江省人民政府批复同意撤销递铺镇建制，其行政区域改由安吉县政府直辖。
2014年2月17日，湖州市人民政府通知在此区域内设立递铺街道，辖长乐、塘浦、东浜、净土、阳光、浦源、桃城7个社区，双河、雾山寺、吉庆桥、南北庄、鲁家、义士塔、赤芝、三官、银湾、荷花塘、老庄、赵家上、青龙、东山垓、鹤鹿溪、六庄、康山、安城、兰田、古城、垅坝、横塘、蚕桑场、马家、鞍山、万亩26个行政村。

## 行政区划
递铺街道下辖以下村级行政区划单位：
浦源社区、阳光社区、桃城社区、长乐社区、塘浦社区、东滨社区、净土社区、吉庆桥村、雾山寺村、鲁家村、南北庄村、义士塔村、荷花塘村、银湾村、赵家上村、东山垓村、青龙村、老庄村、鹤鹿溪村、六庄村、康山村、横塘村、垅坝村、兰田村、马家村、鞍山村、蚕桑场村、万亩村、双河村、赤芝村、三官村、安城村和古城村。